# مینا ساداتی
مینا ساداتی (زاده ۱۰ آذر ۱۳۶۰) بازیگر اهل ایران است. وی دانش‌آموخته رشته گرافیک از پردیس هنرهای زیبای دانشگاه تهران است. او بازی در سینما را با فیلم زخم شانه حوا در سال ۱۳۸۶ آغاز کرد.

## زندگی و حرفه
مینا ساداتی در ۱۰ آذر ۱۳۶۰ در کاشان به دنیا آمد است. او از سال ۱۳۷۸ وارد دانشگاه هنر شد و پایان‌نامه‌اش در مقطع کارشناسی و کارشناسی ارشد در مورد سینما بود. او در رشتهٔ گرافیک از پردیس هنرهای زیبای دانشگاه تهران فارغ‌التحصیل شد. او بازیگری را با تئاتر آغاز کرد. ساداتی در کارگاه آموزشی عباس کیارستمی شرکت کرد و پیش از آن نیز در کلاس‌های فیلم‌سازی و فیلم کوتاه شرکت کرده بود. او مدتی را نیز در مؤسسه کارنامه گذرانده بود و در سال ۱۳۸۶ در ۲۶ سالگی با فیلم زخم شانه حوا به کارگردانی حسین قناعت وارد سینما شد. او یک سال بعد با فیلم عیار ۱۴ شناخته شده‌تر شد.
ساداتی در فیلم تاریخی محمد رسول‌الله (۱۳۹۳) ساختهٔ مجید مجیدی در نقشِ آمنه بنت وهب، مادر محمد، حضور داشت. او برای نزدیک شدن به نقش آمنه، تعدادی از فیلم‌های مذهبی را تماشا و کتاب‌هایی دربارهٔ این شخصیت مطالعه کرد. او در همین سال برای بازی در عصر یخبندان (۱۳۹۳) نامزد سیمرغ بلورین بهترین بازیگر نقش مکمل زن جشنواره فیلم فجر شد.
ساداتی نخستین بار در سال ۱۳۹۴ در ۳۴ سالگی با مجموعه تنهایی لیلا به کارگردانی محمدحسین لطیفی وارد تلویزیون شد و با این نقش به شهرت رسید. او سپس در امکان مینا (۱۳۹۴) و تابستان داغ (۱۳۹۵) به ایفای نقش پرداخت. او برای این دو فیلم به‌ترتیب نامزد سیمرغ بلورین بهترین بازیگر نقش اول زن و سیمرغ بلورین بهترین بازیگر نقش مکمل از جشنواره فجر شد.
ساداتی و بابک حمیدیان در اواخر اسفند ۱۳۹۴ با حضور در ویژه‌برنامه نوروزی یک یک خبر ازدواجشان را اعلام کردند.
ساداتی معمولاً نقش دختران ساده و مهربان را بازی می‌کرد. او در مجموعهٔ دفتر یادداشت (۱۴۰۲) نقش متفاوت‌تری را بازی کرد: زنی مقتدر که به‌دنبال  انتقام از مسببان مرگ پدرش است.

## فیلم‌شناسی

### سینما
| سال  | عنوان                  | کارگردان               |
| ---- | ---------------------- | ---------------------- |
| ۱۳۹۸ | درخت گردو              | محمدحسین مهدویان       |
| ۱۳۹۶ | جشن دلتنگی             | پوریا آذربایجانی       |
| ۱۳۹۶ | سرو زیر آب             | محمدعلی باشه‌آهنگر      |
| ۱۳۹۵ | خرگیوش                 | مانی باغبانی           |
| ۱۳۹۵ | تابستان داغ            | ابراهیم ایرج‌زاد        |
| ۱۳۹۴ | محمد رسول‌الله          | مجید مجیدی             |
| ۱۳۹۴ | فروشنده                | اصغر فرهادی            |
| ۱۳۹۴ | هیهات                  | هادی مقدم‌دوست          |
| ۱۳۹۴ | امکان مینا             | کمال تبریزی            |
| ۱۳۹۴ | پرسه در شهر لاجوردی    | محمدعلی نجفی           |
| ۱۳۹۳ | بیا با من              | شهاب حسینی و سینا آذین |
| ۱۳۹۳ | تنها در چند دقیقه سکوت | بهاره صادقی‌جم          |
| ۱۳۹۳ | هاری                   | احمد انصاری            |
| ۱۳۹۳ | عصر یخبندان            | مصطفی کیایی            |
| ۱۳۹۲ | برف                    | مهدی رحمانی            |
| ۱۳۹۲ | مهمونی کامی            | علی احمدزاده           |
| ۱۳۸۹ | آفریقا                 | هومن سیدی              |
| ۱۳۸۹ | خانه پدری              | کیانوش عیاری           |
| ۱۳۸۹ | سعادت‌آباد              | مازیار میری            |
| ۱۳۸۷ | عیار ۱۴                | پرویز شهبازی           |
| ۱۳۸۶ | زخم شانه حوا           | حسین قناعت             |

### تلویزیون
| سال  | عنوان        | نقش   | کارگردان       | یادداشت                        | منبع   |
| ---- | ------------ | ----- | -------------- | ------------------------------ | ------ |
| ۱۴۰۳ | آبان         | هدیه  | رضا دادویی     | پخش در شبکه اینترنتی شیدا      |        |
| ۱۴۰۳ | جان‌سخت       | صدف   | مصطفی تقی‌زاده  | پخش در شبکه اینترنتی فیلم‌نت    |        |
| ۱۴۰۲ | دفتر یادداشت | منیره | کیارش اسدی‌زاده | پخش در شبکه اینترنتی فیلم‌نت    | [ ۹ ]  |
| ۱۴۰۰ | هفت          |       | کیارش اسدی‌زاده | پخش در شبکه اینترنتی تماشاخونه | [ ۱۰ ] |
| ۱۳۹۹ | آمستردام     |       | مسعود قراگوزلو | پخش در شبکه اینترنتی تماشاخونه |        |
| ۱۳۹۴ | تنهایی لیلا  | لیلا  | محمدحسین لطیفی | پخش از شبکه سه                 |        |

### فیلم کوتاه
- پنجه (کارگردان علیرضا نسایی)
- بریدگی (کارگردان، تهیه‌کننده و سرمایه گزار)

### تئاتر
- جنایت و مکافات (رضا ثروتی)، تالار وحدت، (۱۳۹۸)
- خانه سربی (علی نرگس‌نژاد)، تئاتر شهر، (۱۳۹۲)

## جوایز و نامزدی‌ها
| جشنواره                                | سال  | عنوان                      | اثر               | نتیجه    | منبع   |
| -------------------------------------- | ---- | -------------------------- | ----------------- | -------- | ------ |
| جشنواره بین‌المللی فیلم تیرانا          | ۱۴۰۲ | بهترین فیلم کوتاه پانوراما | فیلم کوتاه بریدگی | برنده    | [ ۱۱ ] |
| جشنواره بین‌المللی فیلم پکن             | ۱۳۹۷ | بهترین بازیگر نقش مکمل زن  | تابستان داغ       | برنده    | [ ۱۲ ] |
| جشنواره بین‌المللی فیلم داکا            | ۱۳۹۵ | بهترین بازیگر زن           | تابستان داغ       | برنده    | [ ۱۳ ] |
| جشنواره فیلم فجر                       | ۱۳۹۵ | بهترین بازیگر نقش مکمل زن  | تابستان داغ       | نامزدشده | [ ۵ ]  |
| جشنواره فیلم فجر                       | ۱۳۹۴ | بهترین بازیگر نقش اول زن   | امکان مینا        | نامزدشده | [ ۶ ]  |
| جشنواره فیلم فجر                       | ۱۳۹۳ | بهترین بازیگر نقش مکمل زن  | عصر یخبندان       | نامزدشده | [ ۴ ]  |
| انجمن منتقدان و نویسندگان سینمای ایران | ۱۳۹۶ | بهترین بازیگر نقش مکمل زن  | تابستان داغ       | نامزدشده | [ ۱۴ ] |
| انجمن منتقدان و نویسندگان سینمای ایران | ۱۳۹۴ | بهترین بازیگر نقش مکمل زن  | عصر یخبندان       | نامزدشده | [ ۱۵ ] |